# Piccadilly Circus
Piccadilly Circus est un carrefour routier et une place piétonne du quartier de Westminster à Londres, au Royaume-Uni.
La place, autrefois considérée comme le centre de l'Empire britannique, constitue encore de nos jours un des centres névralgiques de Londres et est réputée pour la pléthore d'enseignes lumineuses qui l'entourent. Elle compte également plusieurs curiosités touristiques, dont une fontaine érigée en 1893 en mémoire de Lord Shaftesbury et surplombée par un Ange de la Charité chrétienne (communément appelé Éros), ou encore le théâtre Criterion, le London Pavilion et plusieurs magasins célèbres.
Non loin se trouvent le London Trocadero, centre commercial et de loisirs, et la statue Horses of Helios.
Son emplacement en plein cœur du West End, ainsi que sa proximité avec des lieux commerçants ou de divertissement font qu'elle est encore aujourd'hui un lieu apprécié des Londoniens comme des touristes du monde entier.

## Situation et accès

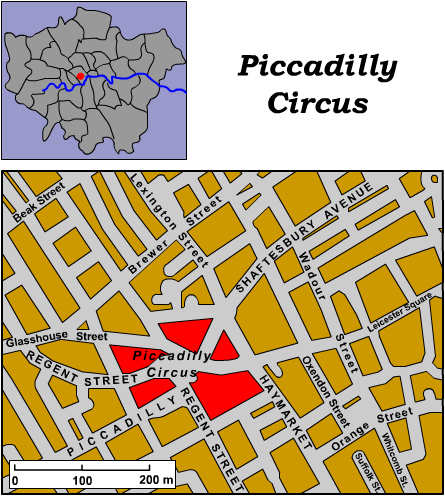
Plan de Piccadilly Circus et de ses environs.

Piccadilly Circus est au croisement de cinq grandes artères du West End : Piccadilly, Regent Street, Glasshouse Street, Shaftesbury Avenue et Coventry Street. La place est également à la croisée du quartier aristocratique de Mayfair, de celui des théâtres de West End et de ceux consacrés à la vie nocturne, Soho et Leicester Square. La station de métro éponyme, où circulent les trains des lignes  Bakerloo  Piccadilly, se trouve directement sous le carrefour.

## Origine du nom
Piccadilly Circus est directement dérivé du nom de la rue Piccadilly, une des cinq rues convergeant sur le carrefour, auquel a été adjoint le nom « circus », du latin cercle, mais ici il faut simplement l'entendre dans le sens figuratif d'un espace ouvert (de forme plus ou moins circulaire) où se rejoignent plusieurs routes (il s'agit à l'origine d'une place circulaire, « déformée » après le percement de Shaftesbury Avenue à la fin du XIXe siècle). Rien qu'à Londres, on retrouve ce nom en plusieurs endroits tels que Holborn Circus, Oxford Circus, Finsbury Circus ou Ludgate Circus. Il faut toutefois garder à l'esprit qu'une place de plus grande importance et de forme plus ou moins ovale se verra plus souvent nommée « Square », ainsi de Grosvenor Square, St James's Square, Berkeley Square, Bedford Square, etc.

## Historique

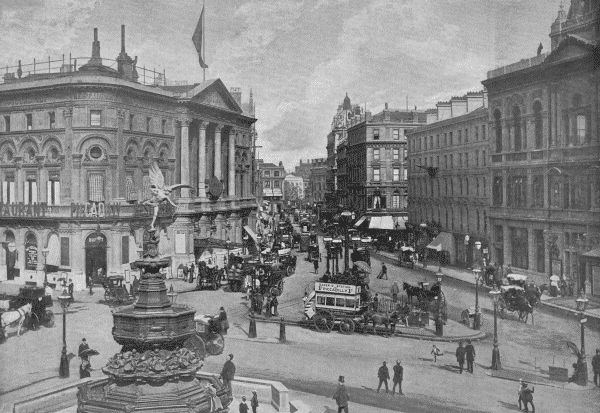
Piccadilly Circus en 1896.

Jusqu'au XVIe siècle, le quartier était la propriété du Eton College et de la Mercer's Company, avant qu'un tailleur appelé Robert Baker vint indirectement lui donner son nom actuel. Cet homme s'était enrichi dans le commerce des « piccadils », hauts cols empesés très en faveur au temps des Stuarts auprès des dandys. Avec cet argent, il fit l'acquisition de terrains à l'ouest de Londres, une partie de la ville peu habitée à l'époque, et y fera construire une luxueuse maison en 1612, à l'extrémité sud de Great Windmill Street. Sa demeure sera vite surnommée « the Piccadilly Hall ». Même si l'actuelle rue Piccadilly, en 1692, reçut officiellement le nom de Portugal Street en l'honneur de Catherine de Bragance, épouse du roi Charles II d'Angleterre, il est attesté dès 1743 que le nom utilisé pour la rue était déjà devenu le nom actuel, c’est-à-dire celui de Piccadilly.
Piccadilly Circus a été créé en 1819, dans le prolongement de Regent Street. À cette époque, le carrefour Piccadilly Circus était en fait désigné sous le nom de Regent Circus, car compris dans l'aire d'urbanisme de John Nash (l'architecte attitré du roi George IV) dont Regent Street était l'élément majeur. La place fut construite sur le site de la maison et du jardin de Lady Hutton et elle perdit son aspect circulaire en 1886, lors de la construction de Shaftesbury Avenue et de la jonction avec cette dernière. Dès cette époque, Piccadilly Circus connaissait un trafic intense.
Le Piccadilly Circus Tube Station (le nom complet, en anglais, de la station de métro souterraine de Piccadilly Circus) fut ouverte le 10 mars 1906 en ce qui concerne Bakerloo Line et le 15 décembre 1906 en ce qui concerne Piccadilly Line.
Du fait de sa grande proximité avec Soho, Piccadilly Circus fut rapidement un point de rendez-vous pour les homosexuels, et un haut lieu de la prostitution. Quand Alfred Kinsey visita Londres pour y étudier le comportement sexuel des Britanniques, il demanda immédiatement à découvrir Soho. L'univers autour de Piccadilly Circus et de Leicester Square l'a étonné au point qu'en comparant les mœurs sexuels d'Amérique du Sud avec ceux de Londres, il déclara n'avoir jamais vu autant de prostitution, à l'exception de La Havane.
Le carrefour a connu ses premières publicités lumineuses en 1910, et en 1923 la façade du London Pavilion voit naître son premier panneau d'affichage. Les premiers feux tricolores furent installés le 3 août 1926. En 1932 les vieilles lampes à gaz furent retirées et remplacées par les lampes électriques et Piccadilly Circus a subi ses derniers grands travaux de rénovation dans le courant des années 1980.
Dans les années 1960, il fut envisagé de créer un réseau de passerelles aériennes où auraient circulé les piétons, laissant uniquement la place aux voitures.
La fontaine « Shaftesbury Memorial », construite en 1893 pour rendre hommage à Anthony Ashley-Cooper, 7e comte de Shaftesbury, est installée au centre de la place, une statue la couronnant, l'ange de la charité chrétienne. Au cours de son histoire, elle a été retirée deux fois. La première fois en 1922, quand la station de métro située directement en dessous fut complètement réaménagée. La fontaine est réinstallée en 1931. La deuxième fois, pendant la Seconde Guerre mondiale, elle fut enlevée pour des raisons de sécurité et temporairement remplacée par des panneaux publicitaires. En 1948, trois ans après le conflit, elle revient mais est déplacée du centre de la place vers son coin sud-ouest.

## Lieux et centres d'intérêt

### Les enseignes lumineuses

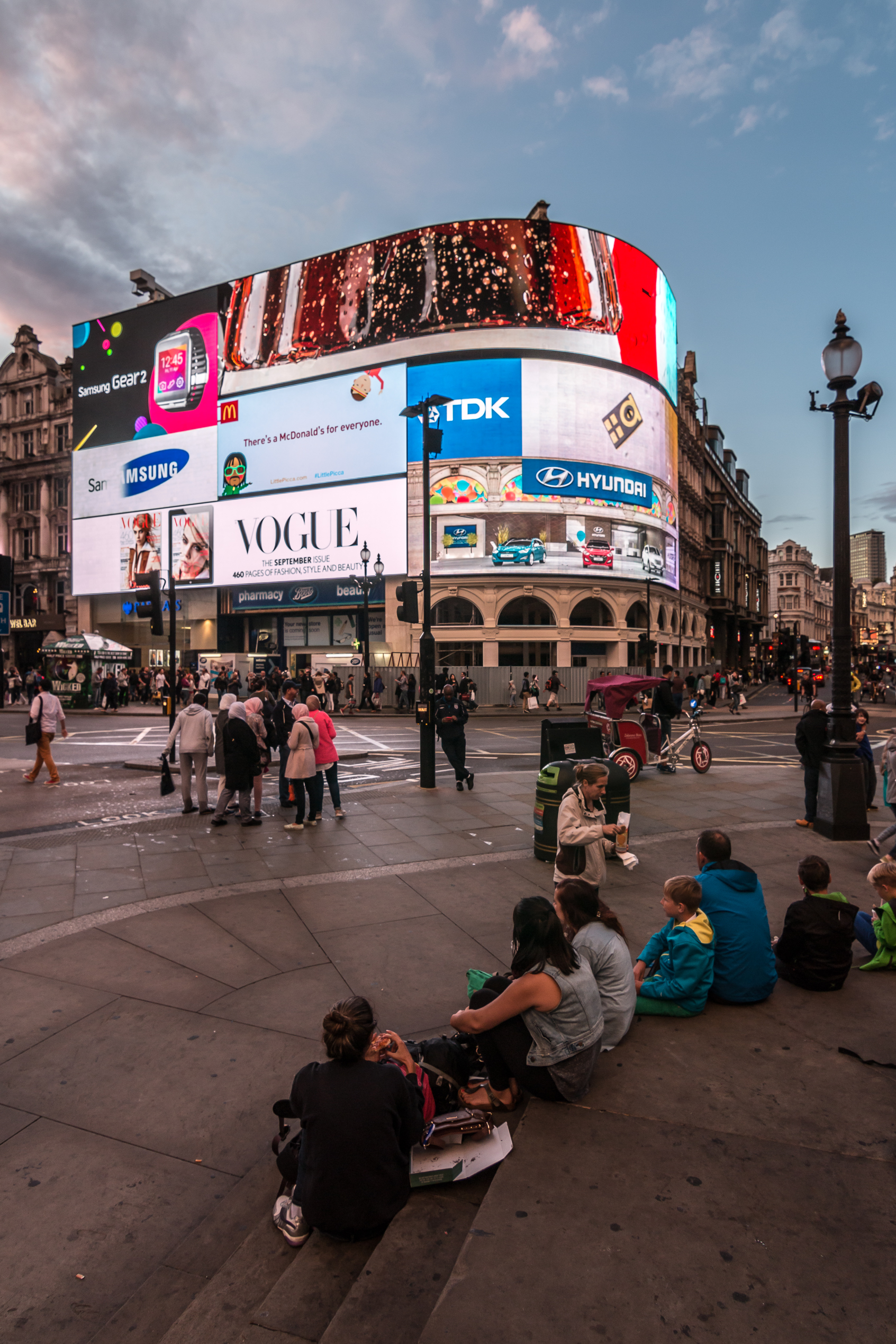
Enseigne lumineuse de nuit

#### Histoire
Depuis 1908, Piccadilly Circus est un endroit où ont été installés des panneaux publicitaires lumineux. De nos jours, ils sont tous regroupés sur un seul bâtiment, sur le côté nord-ouest de la place, entre Shaftesbury Avenue et Glasshouse Street. L'édifice, propriété de Land Securities Group depuis les années 1970, bien que n'ayant pas réellement de nom, est parfois appelé Monico en référence au Café Monico qui se trouvait autrefois à cet endroit. La construction sur laquelle sont placées les pancartes publicitaires correspond aux adresses suivantes : 44/48 Regent Street, 1/6 Sherwood Street, 17/22 Denman Street et 1/17 Shaftesbury Avenue.
Les premières illuminations publicitaires utilisaient des lampes à incandescence qui furent ensuite remplacées par des tubes fluorescents. Puis dans les années 2000, la technologie des diodes électroluminescentes s'est progressivement imposée. Dans le même temps, le coût de location des emplacements augmentant, le nombre d'annonceurs représentés a, lui, diminué.
Les trois premières compagnies d'annonceurs avec des illuminations furent Bovril, Schweppes et Guinness. Plus tard, s'y ajoutèrent BP, Cinzano, Fujifilm, Kodak, Volkswagen, Wrigley (pour son « Spearmint »), Max Factor et Skol.

#### Panneaux actuels
En 2005, le site possèdait cinq enseignes lumineuses géantes surplombant un bâtiment du côté nord de la place, occupé par des grandes marques telles que Boots (en), Burger King ou GAP, mais aussi par de petits commerçants, des restaurants et des bureaux.
Les cinq enseignes actuelles représentent les marques Samsung, Coca-Cola, McDonald's, Sanyo et TDK. Elles sont disposées comme suit : à gauche, Samsung forme un carré ; en hauteur et sur tout le reste de la longueur figure Coca-Cola ; sous Coca-Cola et à l'extrême-droite figurent deux marques avec en haut TDK et tout en bas à droite Sanyo. McDonald's, enfin, est représenté au milieu, en bas, à droite de Samsung, sous Coca-Cola et à gauche de TDK et Sanyo.
Jusqu'en 2001, Nescafé possédait une enseigne de la même taille que TDK et Sanyo, placée juste au-dessus de ces deux marques, mais elle a été remplacée par Coca-Cola qui a pu étendre son enseigne en longueur. En septembre 2003, Coca-Cola a d'ailleurs fait installer un écran DEL ultra-moderne suivant les courbes de l'immeuble dans lequel sont diffusées diverses publicités, notamment pour le championnat de football anglais.
À l'Ouest de la place, la marque Vodafone a fait installer sur un toit une enseigne lumineuse, accompagnée en dessous d'un texte déroulant dont le contenu provient du site internet de la marque, où tout le monde peut écrire un message personnel qui défilera sur Piccadilly Circus à la date et l'heure voulue.
Depuis 2020, le Cultural Institute of Radical Contemporary Arts diffuse des œuvres d'art de deux minutes spécialement commandées pour les écrans, diffusées à la même heure chaque soir. En 2023, les segments sont diffusés à 20h23.

### Shaftesbury Memorial et Éros

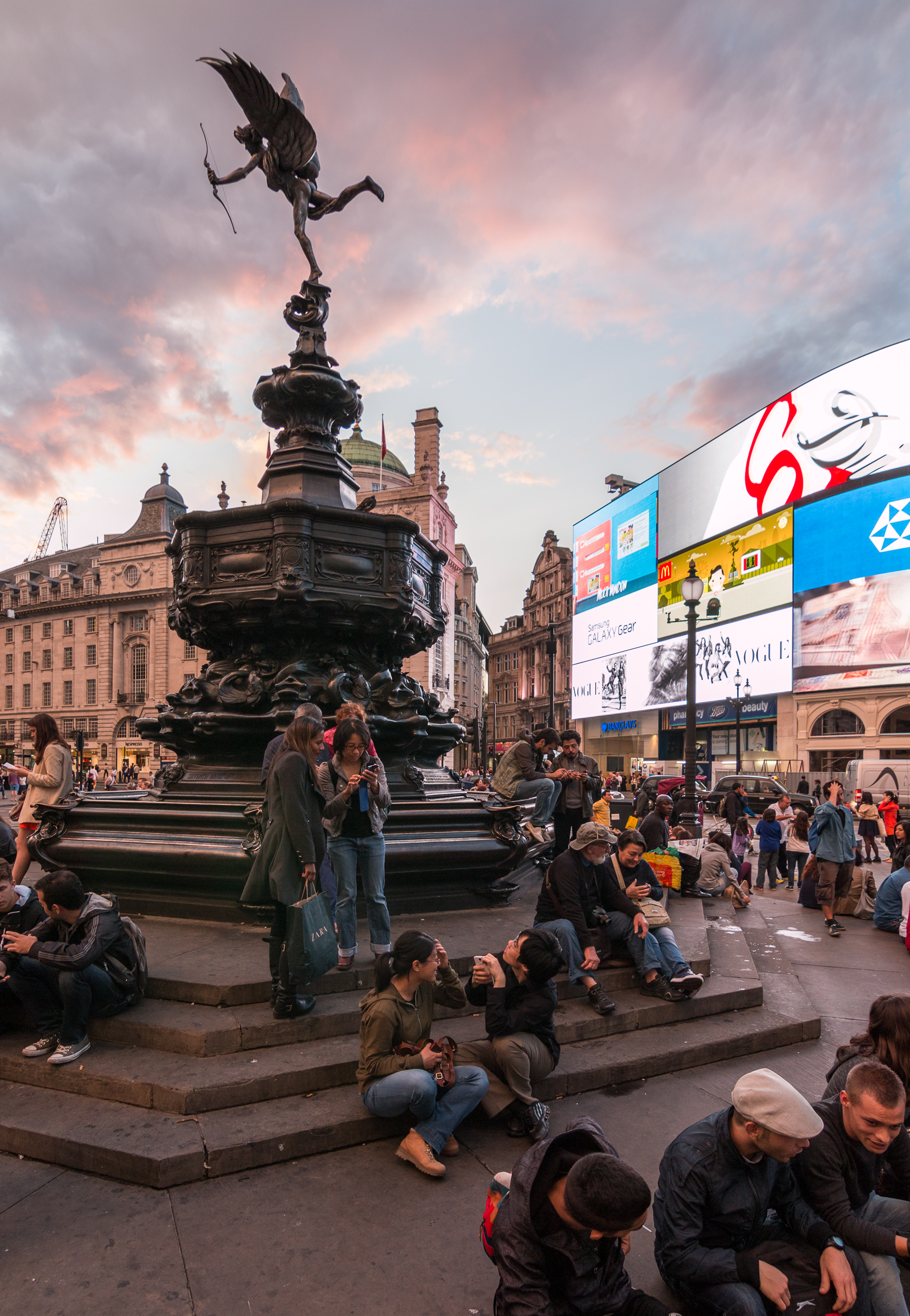
La fontaine dédiée à Lord Shaftesbury.

Au sud-ouest de Piccadilly Circus se tient la Shaftesbury Monument Memorial Fountain, plus simplement appelée Shaftesbury memorial. Cette fontaine a été érigée en 1893, en l'honneur du philanthrope et parlementaire britannique Anthony Ashley-Cooper, 7e comte de Shaftesbury, plus communément appelé Lord Shaftesbury. Par son travail législatif et ses prises de position politiques, il a lutté contre le travail des enfants dans les mines, et ce sont précisément ces bienfaits que vise à commémorer cette fontaine. Elle est surmontée d'une statue nue ailée en bronze doré, œuvre d'Alfred Gilbert, qui est devenue la mascotte de Londres comme le Manneken-Pis peut être celle de Bruxelles. Il s'agit de l'Ange de la charité chrétienne même si, au fil des années, l'ange a été associé à Éros (Eros en anglais), divinité de l'amour chez les Grecs, et que ce nom lui est resté. L'ange a aussi été repris comme logotype du quotidien généraliste britannique Evening Standard et apparaît tous les jours en haut de la une du journal.
L'utilisation d'un ange nu ne s'est pas imposée sans mal et a été décriée en son temps. Pourtant, selon une revue artistique de l’époque (le Magazine of Art), l’ensemble offrait : « … un contraste frappant avec la laideur terne et monotone de nos sculptures urbaines habituelles. (…) L’œuvre, tout en embellissant un espace jusque-là désolé, devrait beaucoup contribuer à l’élévation des goûts du public en matière de sculptures décoratives, et garantir dorénavant la ville contre toute nouvelle monstruosité monumentale dont l’ancienne mode nous abreuvait. ». 
Cette statue est l'une des toutes premières au monde à avoir été réalisée en aluminium. Au début, la pointe d'Éros était dirigée au nord, vers Shaftesbury Avenue. Mais pendant la Seconde Guerre mondiale, elle fut déplacée du centre vers son emplacement actuel, c’est-à-dire en face du théâtre Criterion et à l'écart de la circulation automobile. Ce faisant, la pointe d'Éros est désormais dirigée vers le sud, vers Lower Regent Street. À cette même époque, au début des Swinging Sixties, la racine circus de la place allait donner naissance au Circlorama, un cinéma circulaire à onze écrans mais qui ne pouvait pas présenter de vrais films aux spectateurs obligatoirement debout. Il s'agissait plutôt d'extraits de concerts yéyé et de documentaires saisissants… pour l'époque car bien en deçà des géodes actuelles.

### La fontaineHorses of Helios
La fontaine érigée en l'honneur de Lord Shaftesbury est certainement celle qui est la plus connue des touristes, mais souvent les Londoniens eux, préfèrent une autre fontaine située non loin de là, à l'angle des rues Piccadilly et Haymarket : Horses of Helios (en français « Chevaux d'Hélios »). Sculptée par Rudy Weller, cette statue en bronze représente les quatre chevaux d'Hélios, le dieu grec du Soleil et de la lumière : Pyroïs, Eoos, Aethon et Phlégon.

### Le théâtre Criterion
Le théâtre Criterion (Criterion Theatre) est un bâtiment situé sur le côté sud de Piccadilly Circus et classé comme Grade II listed building. Le théâtre est construit entièrement sous terre, et sa capacité d'accueil actuelle est de 594 sièges. Pour y accéder, il faut suivre un escalier carrelé, mais les colonnes, utilisées pour soutenir le premier et le deuxième balcons, restreignent à l'intérieur de l'enceinte la vue depuis de nombreux sièges.
Le théâtre a été conçu par Thomas Verity et a ouvert le 21 mars 1874. Bien que les plans originaux aient été réalisés en vue d'exploiter le lieu comme une salle de concert, ce ne fut jamais le cas et depuis l'origine, le bâtiment a toujours été utilisé comme théâtre.
En 1883, le théâtre a été forcé de fermer pour des travaux de rénovation. Un an plus tard, il ouvrit de nouveau ses portes, la ventilation ayant été améliorée et les lampes à gaz ayant été remplacées par des lumières électriques. Le théâtre ferma une nouvelle fois de 1989 à 1992 pour être profondément rénové.
Depuis 1997, le théâtre Criterion accueille la Reduced Shakespeare Company, créée en 1981 par Daniel Singer.

### Le London Pavilion
Au nord-est de Piccadilly Circus, à l'angle de Shaftesbury Avenue et de Coventry Street, se trouve le London Pavilion. D'abord music-hall, il a été reconstruit au milieu des années 1980 pour en faire une galerie commerciale accueillant boutiques et restaurants. Il fait désormais partie du London Trocadero. Orné de treize sculptures de beautés victoriennes, il fut tout d'abord édifié en 1859, avant d'être reconstruit en 1923 à un autre endroit de la place.

#### Historique du London Pavilion

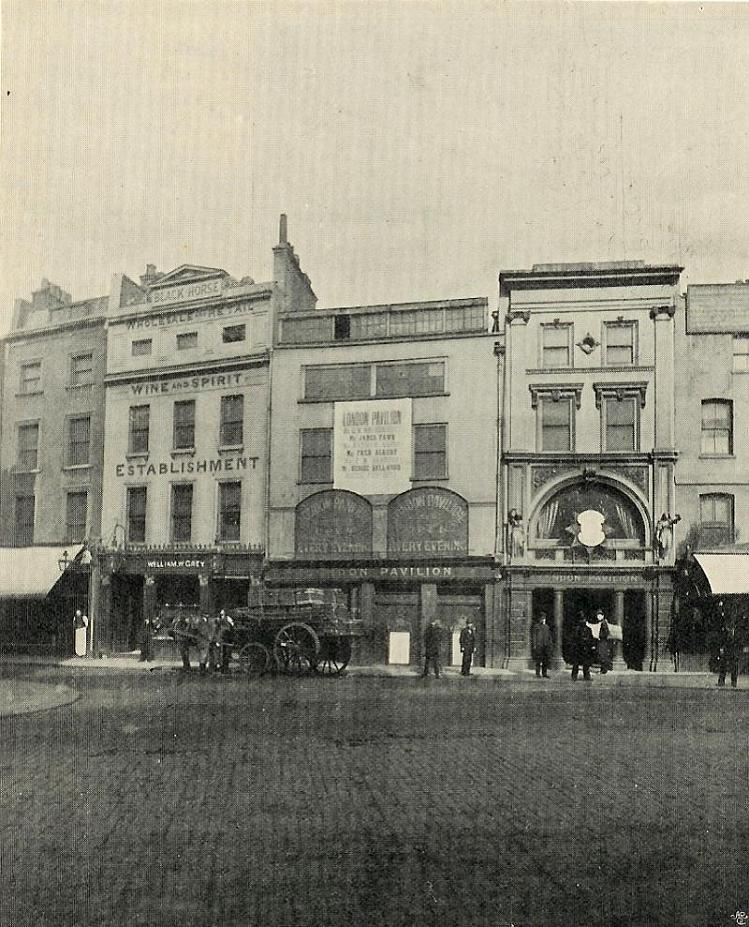
L'« ancien » London Pavilion (1859-1885) photographié vers 1870 avec, à gauche, The Black Horse Inn, à droite le musée d'anatomie du docteur Kahn et au centre le London Pavilion, alors utilisé comme music-hall.

Le premier bâtiment nommé London Pavilion et situé à Piccadilly Circus, le London Pavilion Music Hall, a été construit en 1859 par Loibl et Sonnhammer. Il fut utilisé comme music-hall. En 1885, Shaftesbury Avenue fut tracée à cet endroit exact, et de ce fait, un nouveau pavillon fut construit par James Ebenezer Saunders et R. J. Worley, pour faire à nouveau office de music-hall. En 1900 et 1918, on constata les premières dégradations à l'intérieur de l'édifice. En 1923, des panneaux électriques furent installés sur le côté du bâtiment.

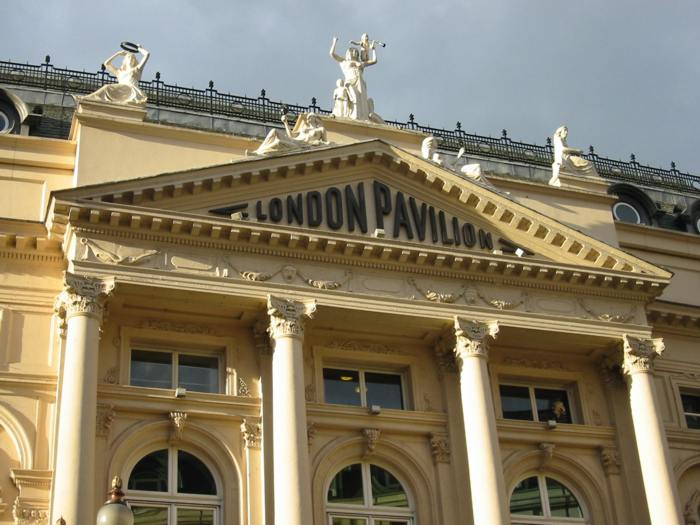
Une partie de la façade du « nouveau » London Pavilion (datant de 1885) photographié en 2002.

En 1934, le bâtiment, qui commençait à subir des altérations importantes au niveau de sa structure, est transformée en cinéma par F.M. Chancellor et Cecil Masey (comptant 1 200 places, il accueille les premières des films des Beatles, Hard Day's Night et Help). En 1986, l'édifice est presque totalement détruit puis reconstruit par Chapman Taylor, à l'exception de la façade de 1885 qui est gardée intacte, et devient un mini-centre commercial accueillant boutiques et magasins. Cette même année 1986, ouvre au second étage le Rock Circus, propriété du musée Tussaud, qui brosse un portrait de l'histoire du rock 'n' roll grâce à des statues de cire représentant les stars de la musique rock et pop. L'exposition du Rock Circus ferma ses portes en 2001.
En 2000, le bâtiment est relié au Trocadero Center tout proche, et en 2003 le nom de Trocadero Center est modifié pour y lire London Trocadero. Le sous-sol donne directement sur la station de métro de Piccadilly Circus.

### Les principaux magasins

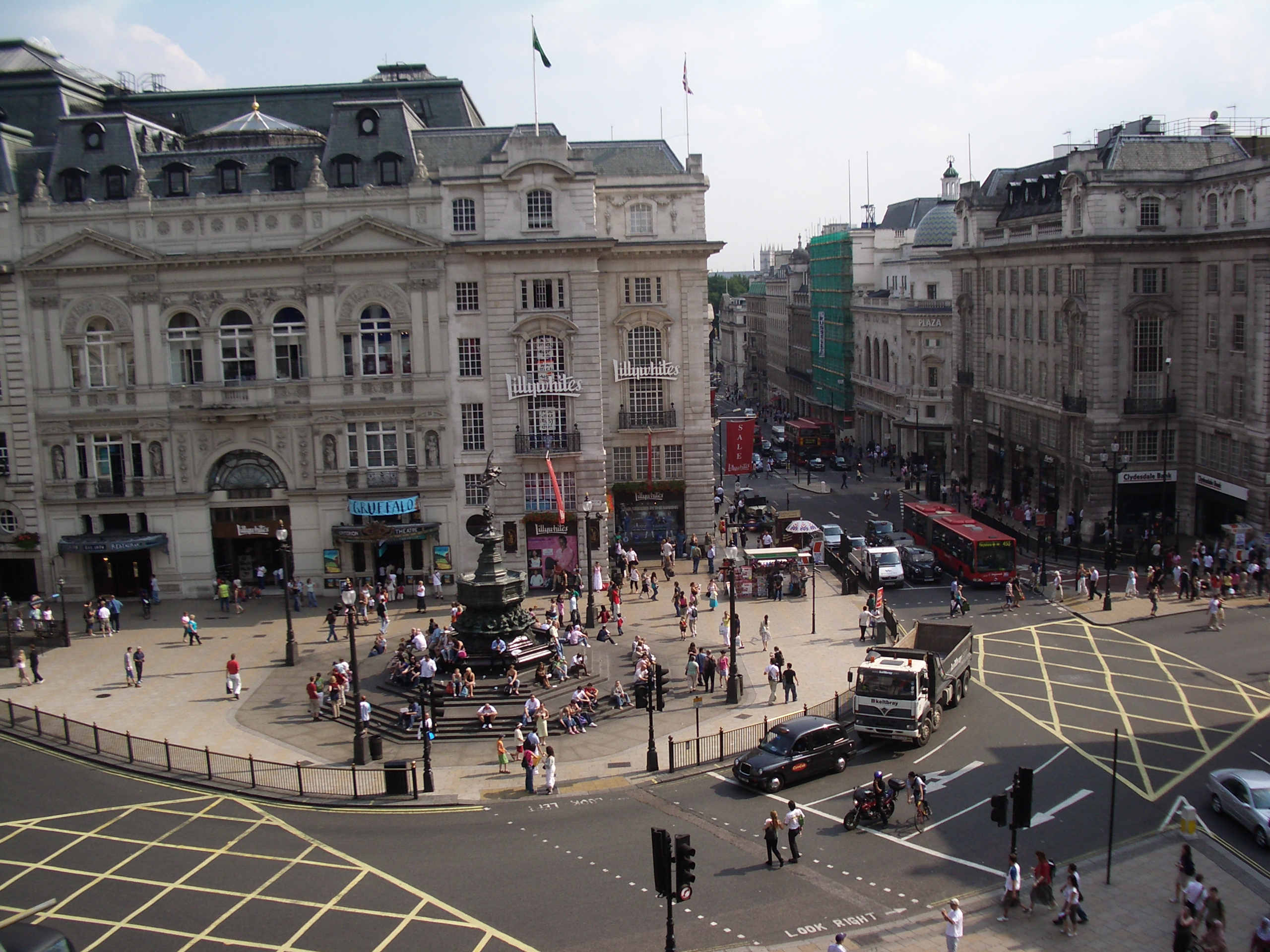
Dans le bâtiment à gauche, derrière la fontaine, réside le détaillant d'article de sport Lillywhites.

Pendant plus d'un siècle, au numéro 1 de la rue Piccadilly, sur le côté ouest de la place, au croisement de Regent Street et de Piccadilly, se trouvait Swan & Edgar (en), un magasin de vêtements fondé par George Swan et William Edgar à Piccadilly en 1812, et dans ce bâtiment après 1848. En 1925 le bâtiment originel fut démoli et remplacé par un nouveau édifice par Reginald Blomfield. Swan & Edgar ferma en 1982. Pendant longtemps après la fermeture, ce bâtiment était le « navire amiral » de Tower Records, chaîne américaine de magasins de disques. Le bâtiment est désormais propriété du Virgin Group qui y a installé un Virgin Megastore, une chaîne britannique de biens culturels. Le sous-sol du magasin possède une issue menant directement à la station de métro construite sous Piccadilly Circus. À l'intérieur du London Trocadero, on peut trouver un magasin concurrent, le HMV (pour His Master's Voice, en français « la voix de son maître », anciennement The Gramophone Company).
Sur le côté sud de la place, près de la fontaine érigée en commémoration de Lord Shaftesbury, se trouve Lillywhites, un important détaillant d'équipements sportifs, installé à cet endroit depuis 1925. Auparavant, le magasin existait déjà (depuis 1863) dans la rue Haymarket, toute proche de Piccadilly Circus, mais il avait fini par déménager pour gagner en superficie de vente.
La place compte aussi une pharmacie Boots et une agence de la Barclays.

### LeLondon Trocadero
Ce qui était une grande salle de bal où retentissaient les valses viennoises à l'ère victorienne et édouardienne a depuis été reconvertie en un espace commercial et de détente, abritant des restaurants, des bars, des magasins et un complexe futuriste consacré à l'image, au son, à l'informatique, à la réalité virtuelle et aux effets spéciaux. À l'automne 2005, le London Trocadero est composé comme suit :
- Restaurants : Rainforest Cafe, Starbucks, Planet Hollywood pour les plus connus, mais aussi Dar Marrakesh, Ed's Easy Diner et YO! Sushi.
- Bars : On Anon, Bar Rumba et Bar M.
- Magasins : Accessorize, Claire's Accessories, Crest of London, Herbal King, HMV (voir aussi ici la section « Les principaux magasins »), Millie's Cookies, Octopus, Sweet Centre, The Body Shop, The Sock Shop, Theatre & Sports Tickets Sales (ventes de billets pour les principaux évènements sportifs, les pièces de théâtre et les concerts de pop/rock de la capitale), Travelex, Wall Street Forex et Whittard of Chelsea.
- Divertissements : Funland, Golden Nugget Casino, UGC Cinema et William Hill.

Bien que son entrée principale se trouve sur Coventry Street, le London Trocadero est aussi accessible par Piccadilly Circus, dont il est tout proche.

## La desserte de Piccadilly Circus par les transports en commun

### En métro
Piccadilly Circus est directement accessible par les lignes de métro de Piccadilly Line et Bakerloo Line. L'entrée de la station, classée Grade II listed building, se fait à chaque coin de Piccadilly Circus. Fait rare, il s'agit d'une des rares stations londoniennes entièrement souterraine et non-associée à un bâtiment en surface.
Metronet, un des trois opérateurs privés du métro londonien (London Underground), a investi quatorze millions de livres sterling pour rénover la station. Les travaux sont planifiés pour durer de mars 2005 au printemps 2007 et ont pour but de refaire, en tout ou en partie, les revêtements des sols et des murs, le réseau de vidéo surveillance, de prévoir de nouveaux panneaux d'affichage, de nouvelles horloges, de créer des points d'aide supplémentaires, d'augmenter la luminosité, de rendre plus accessible la station aux personnes handicapées et enfin de remplacer les escalators.

### En train
Arrêt à la gare ferroviaire de Charing Cross.

### En bus
Les bus 3, 6, 9, 12, 14, 15, 38, 88, 94 et 159 permettent de se rendre à Piccadilly Circus.

## Piccadilly Circus dans la culture populaire

### Dans la langue anglaise
Au Royaume-Uni, la phrase « It's like Piccadilly Circus. » est très utilisée et se réfère à un lieu ou une situation où beaucoup de personnes se rencontrent. L'adage populaire affirme qu'une personne qui se rend à Piccadilly Circus aura une grande probabilité de croiser une personne de sa connaissance. Cette expression est l'équivalent de l'expression américaine « It's like Grand Central Station. »
En anglais, l'argot homosexuel a consacré l'expression « pick-a-willy », dérivé du nom willy (ou willie) relevant du langage enfantin et signifiant « zizi » et du verbe to pick signifiant « choisir, sélectionner ». Ce nom de pick-a-willy fait référence au fait que Piccadilly Circus est un endroit réputé pour sa présence de prostitués homosexuels.

### En musique
La chanteuse suédoise Pernilla Wahlgren a fait une chanson à succès en 1985 nommée Piccadilly Circus, de même que le groupe punk d'Irlande du Nord Stiff Little Fingers. Dans leur quatrième album, Go for it (1981), le groupe raconte l'histoire vraie d'un ami du groupe vivant à Belfast et parti se réfugier à Londres pour fuir le conflit nord-irlandais. Arrivé sur place, il fut poignardé à Piccadilly Circus. Enfin, une compilation du groupe de pop-rock britannique Squeeze sorti en 1996 est intitulée Piccadilly Collection.
Piccadilly Circus est le nom d'un groupe japonais, formé de Masamichi Sugi, Kiyonori Matsuo et Tetsu Hashimoto à la guitare, Hiroyuki Izuta aux claviers, Masatoshi Ueda à la batterie et Azuma Kazamatsuri à la guitare basse. Leur premier album, sorti en février 1999, s'appelle également Piccadilly Circus.
En 1969, Les Beatles ont fait leur dernière performance publique sur le toit des bureaux d'Apple Records au 3 Saville Row, à quelques pas de Piccadilly Circus.
Dans sa chanson Mother Goose, sur le disque Aqualung sorti en 1971, Ian Anderson du groupe Jethro Tull, ironise, de façon humoristique, qu'il y a des éléphants et des lions au Piccadilly Circus.
En 1978, dans le premier album du groupe Dire Straits, simplement intitulé Dire Straits, figure une chanson, Wild West End, qui fait référence aux lieux proches de Piccadilly Circus.

### En peinture et sculpture
Piccadilly Circus a servi de sujet et a donné son nom à une peinture du peintre britannique Charles Ginner (1878-1952). Réalisé en 1912, ce tableau fait désormais partie de la collection du musée londonien Tate Britain (une des quatre composantes de la Tate Gallery, avec Tate Liverpool, Tate St Ives et Tate Modern).
L'artiste américain Paul McCarthy a publié une édition en deux volumes de 320 pages intitulée Piccadilly Circus retraçant sa carrière et l'exposition de ses installations exubérantes de par le monde.

### En littérature
La place a fait office de décor dans la suite officielle de Dracula de Bram Stoker pour la mort de Jonathan Harker empalé vers la statue de l'ange.
En 1933, l'écrivain français Paul Morand écrit :

« Nous voici enfin à Piccadilly Circus, nombril de Londres. Au croisement des grandes artères, les vendeuses de fleurs en châle et canotier de paille noire vendent des œillets de San Remo et des arums niçois. […] Piccadilly Circus, chœur de feux d'artifice, bouquet d'enseignes électriques, n'est pas un de ces lieux que l'imagination transforme et dont le souvenir remplit les yeux de larmes ; il n'a connu ni décapitations ni révolutions ; les grandes fêtes historiques et les apothéoses militaires se sont déroulées loin de lui. Son aspect est médiocre ; il accomplit avec simplicité son œuvre, qui est de grouper un moment les Londoniens de toutes les provenances puis de les répartir dans des directions si opposées qu'ils ne se rencontreront plus de toute la journée… »

### Au cinéma
De nombreux films incluent des scènes, de durées variables, se déroulant à Piccadilly Circus.
Le lieu est au centre des enjeux de Agent secret (Sabotage) d'Alfred Hitchcock, sorti en 1936.
Piccadilly Circus est au centre du court métrage documentaire Piccadilly la nuit (Nice Time), sorti en 1957.

### Divers
Piccadilly Circus est le nom d'un pub club (bar-brasserie le jour et discothèque la nuit) situé au Canada, dans la ville de Toronto, province d'Ontario et aussi celui d'un café de jeunes situé dans le Carré à Liège.
Le lieu où la flotte alliée se regroupa dans la nuit du 5 au 6 juin 1944 à proximité de l'île de Wight, avant de prendre la direction de la Normandie, avait pour nom de code Piccadilly Circus.
La place est aussi utilisée comme map en mode multijoueur et de campagne dans le jeu Call of Duty : Modern Warfare (2019).